# Cirphis costalis
Cirphis costalis là một loài bướm đêm trong họ Noctuidae.